# Altes Schloss Sangerhausen

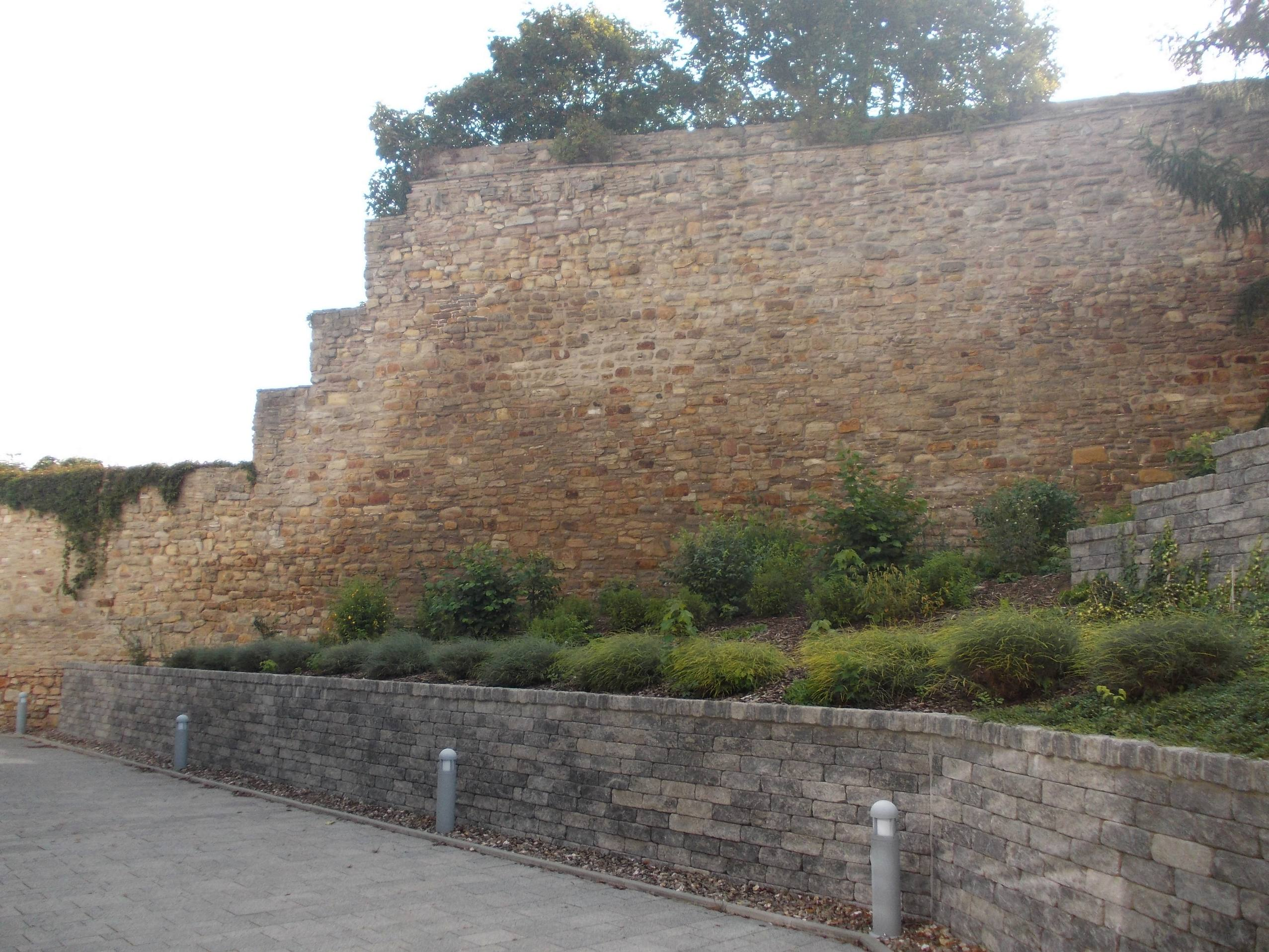
Reste der Mauer des Alten Schlosses

Das Alte Schloss Sangerhausen ist ein unter Denkmalschutz stehendes Bauwerk in der Stadt Sangerhausen im Landkreis Mansfeld-Südharz in Sachsen-Anhalt. Im örtlichen Denkmalverzeichnis ist das Schloss unter der Erfassungsnummer 094 84012 als Baudenkmal verzeichnet.

## Geschichte

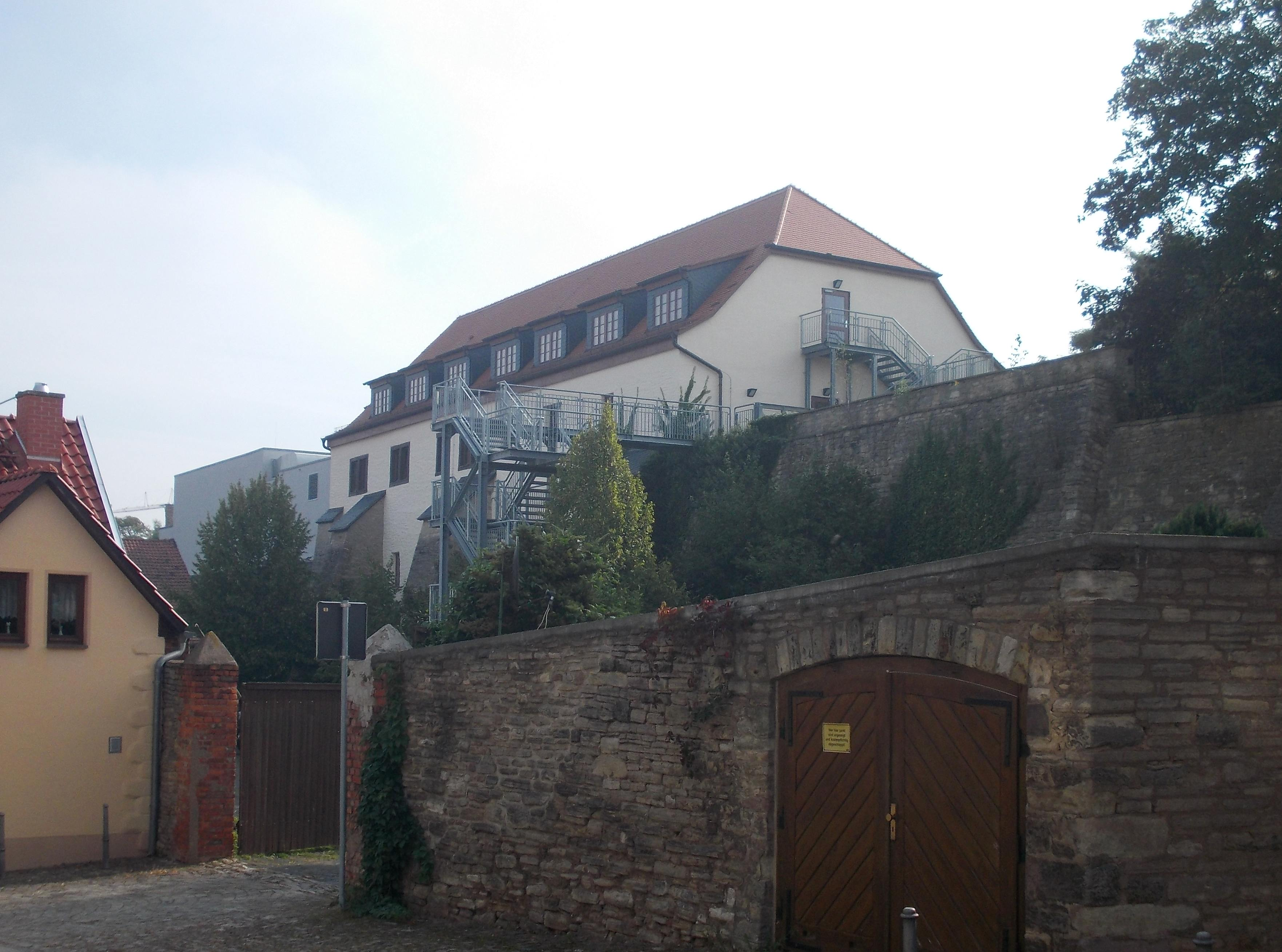
Das Alte Schloss

Der Ursprung des späteren Schlosses wird zur Zeit der ersten urkundlichen Erwähnung des Ortes im Jahr 991 vermutet. Sangerhausen wurde im Auftrag des Wettiners Heinrich der Erlauchte mit einer Befestigung gesichert. Das damals noch als Burg bezeichnete Bauwerk im südöstlichen Teil der Befestigungsanlage war deren und der Sangerhauserener Altstadt höchster Punkt. 
Die heute erhaltene Anlage wurde 1271 erstmals erwähnt. 1291 kaufte Otto IV. von Brandenburg die Burg, und 1345 ging sie in den Besitz des Hauses Braunschweig-Göttingen. Schon 1372 kehrte die Anlage wieder in den Besitz der Wettiner zurück, die bis 1815 Besitzer blieben.
Von 1616 bis 1622 wurde in der Nähe das Neue Schloss gebaut und das Alte Schloss verlor an Bedeutung. Bis dahin diente es als Sitz der Vögte und als Gerichtsstätte, auch während der Hexenprozesse. In der Zeit von 1536 bis 1710 fanden im Alten Schloss insgesamt siebenundzwanzig Hexenprozesse nachweislich statt. Im Kerker des Schlosses wurden die Gefangenen der Prozesse untergebracht und so erhielt ein Turm des Alten Schlosses den Beinamen Hexenturm.
Bis vor 1839 wurde das Alte Schloss als Amtsgefängnis genutzt, bis wann genau ist nicht überliefert. Danach verfiel das Schloss weitgehend, bis nur noch der Turm auf dem Osthügel stand. Der Turm befand sich nachweislich im Jahr 1839 in Privatbesitz und wurde 1893 als Lager für Ledersachen für das Militär hergerichtet. 1927 gehörte der Hexenturm offiziell zum Grundbesitz des Tierarztes Otto Noltze. Die Reste des Alten Schlosses wurden bei einem Brand im Jahr 1946 vollständig zerstört und der Hexenturm wurde stark beschädigt. 1973 ließ die Familie Noltze den Turm reparieren. Bis heute befindet sich der Turm im Besitz der Familie Noltze.

## Beschreibung
Die erhaltenen Reste wie das Palas, Teile des Torbaus und der Hexenturm lassen eine ursprünglich größere Anlage erkennen. Der Burgplatz hatte die Ausmaße von 50 × 120 Meter.